# Convento di San Francesco (Biancavilla)
(Frase tratta dalla lapide posta sopra il portone della Chiesa)
Il convento di San Francesco (unico convento della provincia siciliana del SS. Nome di Gesù dei frati minori ad essere dedicato a San Francesco) e l'omonima chiesa fanno parte del contesto religioso e culturale del comune di Biancavilla, in provincia di Catania.
È, tra l'altro, l'unico convento della città.

## Storia
La chiesa e il convento di San Francesco furono costruiti nel 1686 e parte dei lavori furono ultimati anni dopo, nel 1692.

## Il convento nell'età contemporanea
Come tutti i conventi e le chiese di qualsiasi ordine religioso, anche il convento di Biancavilla fu soppresso nei tempi immediatamente successivi all'unità d'Italia e venne adibito a caserma militare. Ma "nel 1891, dopo circa vent'anni, il convento veniva restituito in enfiteusi con l'obbligo della custodia e della cappellania nel cimitero".
Oltre la fraternità dei frati minori (attualmente quattro), il convento ospita la fraternità locale dell'Ordine francescano secolare e della Gi. Fra. Oltre i normali riti dell'anno liturgico, si ricordano il transito e la festa di san Francesco D'Assisi (3-4 ottobre, il tutto preceduto da un triduo di preparazione), le Sacre Quarantore, la festa di san Pasquale Baylón (17 maggio, preceduta da una novena di preparazione e la domenica seguente, dopo la Santa Messa, ha luogo una processione eucaristica in suo onore) e la festa di sant'Antonio da Padova (13 giugno).
Il convento, in diversi periodi, è stata casa di noviziato e postulato e ha ospitato anche il Centro Regionale Gi.Fra. e O.F.S.
Il guardiano del convento, dal 28 luglio 2025 , è fra Mario Marino O.F.M.

## Strutture interne

### La sacrestia
Accanto alla chiesa, vi è la sacrestia; ad essa, si accede tramite una fine porta lignea realizzata intorno al 1700; subito a destra, vi è un antico lavabo, sormontato da una statua e da una scritta:  Cum silenzio operantes (operate in silenzio).

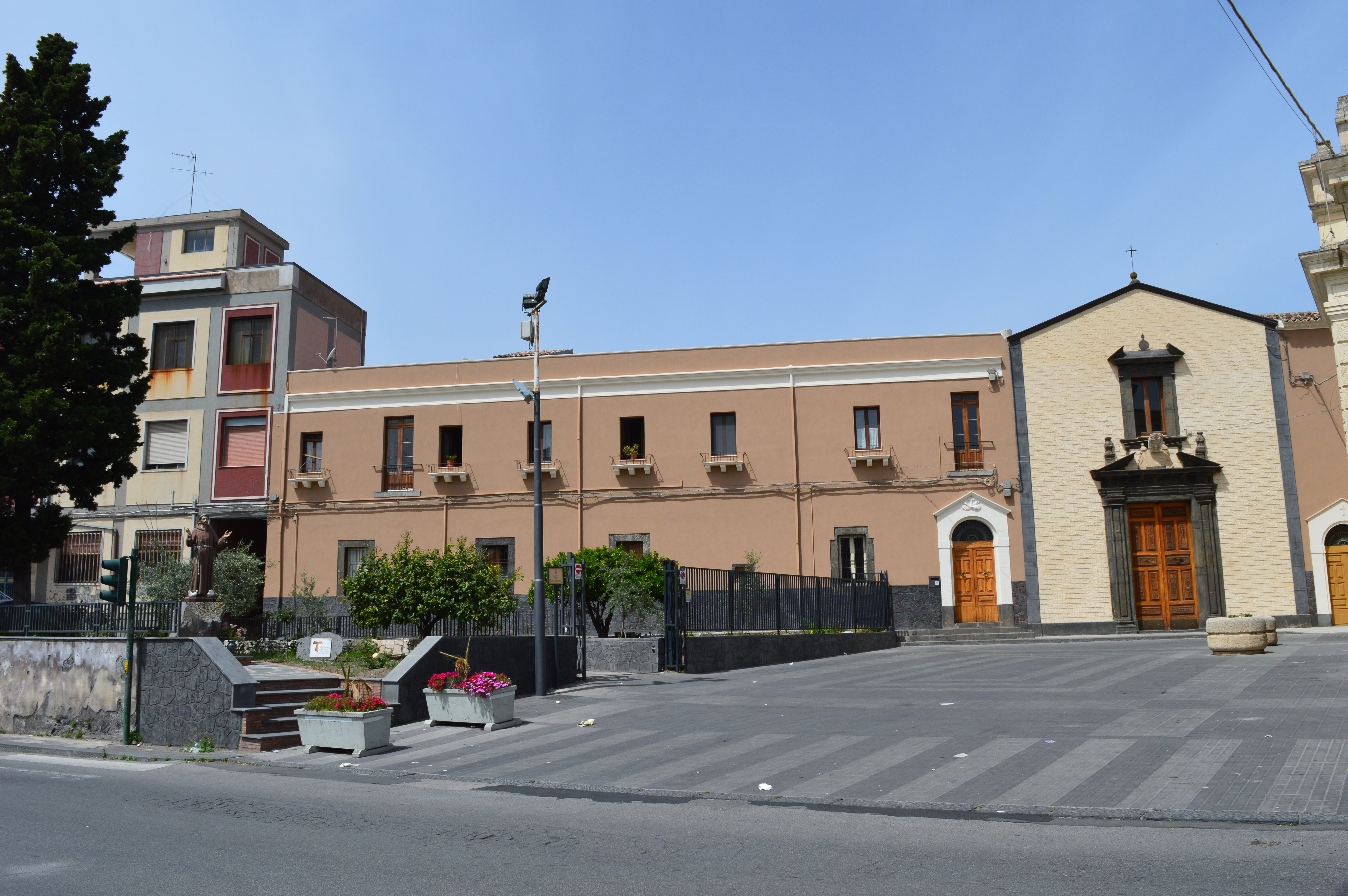
Prospetto principale del Convento

Sulla parete di destra troviamo delle finestre che affacciano sul giardino interno e un armadio di recente costruzione (dove si depositano paramenti sacri); sulla parete di sinistra, vi è ancora un armadio a muro per le vesti dei sacerdoti(casule e camici);  sulla parete centrale troviamo un grande armadio ligneo . Al suo interno vi si trovano: pianete d'oro finemente lavorate, camici ricamati, tovaglie d'altare d'oro (realizzate da sarte che frequentano l'O.F.S.), oggetti liturgici (quali pissidi, patene e calici), piviali e tanti altri paramenti antichi e infine lini dell'altare realizzate da terziarie.

### La clausura
Tramite una scala posta vicino alla sacrestia e un'altra posta vicino all'ingresso del cortile, si accede agli ambienti della clausura. Troviamo diverse stanze per il ricovero di forestieri e altre per i frati.
Interessanti ambienti sono: la biblioteca moderna (contenente libri di epoca recente) e l'archivio storio o biblioteca antica (dove si trovano preziosi libri piuttosto antichi).
Nei corridoi possiamo vedere dei quadri che racchiudono diversi canopei, stole e cartae gloriae.

### Il chiostro
Ambiente significativamente importante dal punto di vista artistico-culturale, è il chiostro, data la presenza di affreschi realizzati da Giuseppe Tamo da Brescia, il quale ha realizzato affreschi anche in altre chiese della città di Biancavilla (Chiesa Madre - Cappella di San Placido, Chiesa B.V.M. dell'Angelo Annunziata, Chiesa della Mercede). Tali affreschi, realizzati all'interno di lunette, descrivono, con dovizia di particolari, i momenti salienti della vita di san Francesco e alcuni Santi ed eventi legati all'Ordine Francescano. Questi affreschi sono stati restaurati nel 2017; nel corso del 2018-2019 il chiostro è stato completamente ristrutturato e l'8 dicembre 2019 vi è stata posta, al centro in una ormai dismessa vasca, la statua di Santa Chiara d'Assisi.
Sempre nel chiostro troviamo diverse stanze, le quali oggi servono per attività di catechesi e per le attività dell'O.F.S. e della Gi.Fra.

### Il salone "La Corrida"
Attigua al convento vi è una struttura, creata ex novo negli anni 60 del XX secolo. Questa, in passato, era stata adibita a seminario francescano e fino al 2014 ospitava l'istituto professionale per l'industria e l'artigianato; oggi questi locali sono destinati per la catechesi ai fanciulli e per altre attività.  Nel seminterrato troviamo un grande salone, che fu battezzato "La Corrida" . Questo salone, fino a 30 anni fa, funzionava da teatro (vi è presente infatti un palcoscenico) e ogni domenica, da dicembre fino ad aprile, si tenevano delle rappresentazioni.

## La Chiesa del Convento
La chiesa, di epoca barocca, venne edificata intorno al 1700. All'esterno, l'unica opera visibile è il portone ligneo, realizzato dal maestro Giuseppe Salamone, commissionato da fra Alessandro Bartolotta.
Nel 2015 è stata rifatta la facciata.
Chiesa ad unica navata, presenta sei altari minori, oltre a quello maggiore. Nei sei altari minori troviamo rispettivamente: sulla parete di destra: la Madonna Immacolata (statua marmorea, risalente al XVIII secolo), san Francesco(statua lignea, 1929) e san Pasquale Baylon (statua lignea di fine XVIII); sulla parete di sinistra: il Crocifisso(fine seicento, restaurato nel 2018), una tela affigurante la Madonna del Carmelo tra i Santi Ludovico Vescovo, Agata, Bonaventura e Bernardino da Siena(del 1759 di Olivio Sozzi)  e la statua di sant'Antonio di Padova(XX secolo).
Una grande tela, circondata da 4 pilastri e raffigurante la Madonna degli Angeli tra i Santi Francesco, Chiara e Antonio di Padova, sormonta il presbiterio, ove si trova l'altare maggiore marmoreo (fino a gennaio 2015 vi era posizionata una mensa lignea, realizzata dal maestro Salamone), l'ambone (realizzato in marmo nel 2015; si possono notare alcuni simboli fondamentali: il leone di Giuda, la stella a otto punte, la croce e l'agnello pasquale) e il tabernacolo eucaristico ligneo.
Infine, sulla parete di destra troviamo una tela raffigurante san Pietro d'Alcantara.
Nella volta vi sono presenti due affreschi: “L’Assunzione della Beata Vergine Maria con la Santissima Trinità”, opera del pittore palermitano Olivio Sozzi del 1759; e  “L’Apoteosi di San Francesco” , posta sulla volta del presbiterio ed è opera di Sebastiano Lo Monaco. Entrando, sulla volta d’ingresso, si può notare un primo affresco di anonimo che richiama la consacrazione della chiesa.